# Los Sabandeños
Los Sabandeños és una agrupació de música popular canària nascuda el 1965 a Tenerife, Illes Canàries. Són els màxims exponents de la música tradicional de Canàries i un grup molt reconegut en l'àmbit internacional.
En els seus discs i concerts han abordat els diversos gèneres que componen el repertori folklòric de Canàries i, paral·lelament, han difós el ric cançoner llatinoamericà. En el seu repertori s'hi poden trobar cançons tradicionals, cançons pròpies i versions adaptades.

## Discografia
- Folías parranderas (1966)
- Segunda grabación (1967)
- Estampa herreña (1968)
- Los Sabandeños (1968)
- Los Sabandeños (1969)
- Antología del folklore canario vol. 1 (1970)
- Misa sabandeña (1970)
- Cantan a Hispanoamérica vol. 1 (1971)
- Antología del folklore canario vol. 2 (1972)
- Antología del folklore canario vol. 3 (1973)
- Cantan a Hispanoamérica vol. 2 (1973)
- Cantan a Hispanoamérica vol. 3 (1974)
- Cantata del mencey loco (1975)
- Sentencias del tata viejo (1975)
- A Cuba (1976)
- Guanche (1977)
- Las seguidillas del salinero (1977)
- Canarios en la independencia de Latinoamérica (1979)
- Cantos canarios (1980)
- San Borondón (1980)
- Boleros canarios de amor y trabajo (1982)
- La rebelión de los gomeros (1983)
- Cadena de isas (1984)
- Llamarme guanche (1985)
- Homenaje Canarias y Venezuela (1986)
- En directo (1987)
- En concierto (1988)
- Lo mejor de Los Sabandeños vol. 1 (1988)
- Lo mejor de Los Sabandeños vol. 2 (1988)
- Lo mejor de Los Sabandeños vol. 3 (1988)
- Americanarias (1989)
- Historia de Los Sabandeños (1989)
- 25 aniversario (1990)
- A la luz de la luna (1990)
- Grandes éxitos (1991)
- Íntimamente (1991)
- Amor y carnaval (1992)
- Canario (1993)
- Romántico (1993)
- Atlántida (1994)
- Clásicos canarios (1994)
- Bolero (1995)
- Grandes éxitos (1995)
- Sus mayores éxitos (1995)
- Bolero edición USA vol. 1 (1996)
- Bolero edición USA vol. 2 (1996)
- 30 años cantándole al mundo (1996)
- Mar (1996)
- Atlántida y otros grandes éxitos (1997)
- Gardel (1997)
- 19 nombres de mujer (1998)
- Tierra agua mar fuego (1998)
- Canarias canta (1999)
- Platino (1999)
- Tres reyes magos (2000)
- Al aire de un bolero (2001)
- Grandes éxitos (2001)
- La música y la palabra (2001)
- Teide y Nublo (2001)
- Con Latinoamérica (2002)
- Grandes duetos (2003)
- Antología (2003)
- Cuba profunda (2005)
- Al cabo del tiempo (amb María Dolores Pradera) (2006)
- Diamante (2006)
- 40 años en concierto (2007)
- Personajes (2008)
- Te canto un bolero (amb María Dolores Pradera) (2008)
- Lo que da la parra (2008)
- Misa sabandeña (2009)
- Sus 50 mejores canciones (2011)
- Amoríos (2011)
- La huella del guanche (amb l'Orquestra Simfònica de Tenerife) (2012)
- 60 canciones de oro (2012)
- A viva voz (2012)
- Lo mejor de Los Sabandeños (2013)